# Thervay
Thervay est une commune française située dans le département du Jura, dans la région culturelle et historique de Franche-Comté et la région administrative Bourgogne-Franche-Comté.
Ses habitants se nomment les Trevadiers et Trevadières.

## Géographie

### Climat
Pour des articles plus généraux, voir Climat de la Bourgogne-Franche-Comté et Climat du département du Jura.
En 2010, le climat de la commune est de type climat océanique dégradé des plaines du Centre et du Nord, selon une étude du Centre national de la recherche scientifique s'appuyant sur une série de données couvrant la période 1971-2000. En 2020, Météo-France publie une typologie des climats de la France métropolitaine dans laquelle la commune est exposée à un climat semi-continental et est dans une zone de transition entre les régions climatiques « Lorraine, plateau de Langres, Morvan » et « Jura ». 
Pour la période 1971-2000, la température annuelle moyenne est de 10,6 °C, avec une amplitude thermique annuelle de 17,6 °C. Le cumul annuel moyen de précipitations est de 946 mm, avec 12,3 jours de précipitations en janvier et 8,7 jours en juillet. Pour la période 1991-2020, la température moyenne annuelle observée sur la station météorologique de Météo-France la plus proche, « Cugney », sur la commune de Cugney à 15 km à vol d'oiseau, est de 11,2 °C et le cumul annuel moyen de précipitations est de 958,2 mm. 
La température maximale relevée sur cette station est de 40 °C, atteinte le 31 juillet 2020 ; la température minimale est de −17 °C, atteinte le 20 décembre 2009,,. 
Les paramètres climatiques de la commune ont été estimés pour le milieu du siècle (2041-2070) selon différents scénarios d'émission de gaz à effet de serre à partir des nouvelles projections climatiques de référence DRIAS-2020. Ils sont consultables sur un site dédié publié par Météo-France en novembre 2022.

## Urbanisme

### Typologie
Au 1er janvier 2024, Thervay est catégorisée commune rurale à habitat dispersé, selon la nouvelle grille communale de densité à sept niveaux définie par l'Insee en 2022.
Elle est située hors unité urbaine. Par ailleurs la commune fait partie de l'aire d'attraction de Besançon, dont elle est une commune de la couronne,. Cette aire, qui regroupe 310 communes, est catégorisée dans les aires de 200 000 à moins de 700 000 habitants,.

### Occupation des sols
L'occupation des sols de la commune, telle qu'elle ressort de la base de données européenne d’occupation biophysique des sols Corine Land Cover (CLC), est marquée par l'importance des territoires agricoles (69,3 % en 2018), une proportion sensiblement équivalente à celle de 1990 (69,7 %). La répartition détaillée en 2018 est la suivante : 
terres arables (44,8 %), forêts (28,1 %), prairies (24,4 %), zones urbanisées (2,6 %), zones agricoles hétérogènes (0,2 %). L'évolution de l’occupation des sols de la commune et de ses infrastructures peut être observée sur les différentes représentations cartographiques du territoire : la carte de Cassini (XVIIIe siècle), la carte d'état-major (1820-1866) et les cartes ou photos aériennes de l'IGN pour la période actuelle (1950 à aujourd'hui).

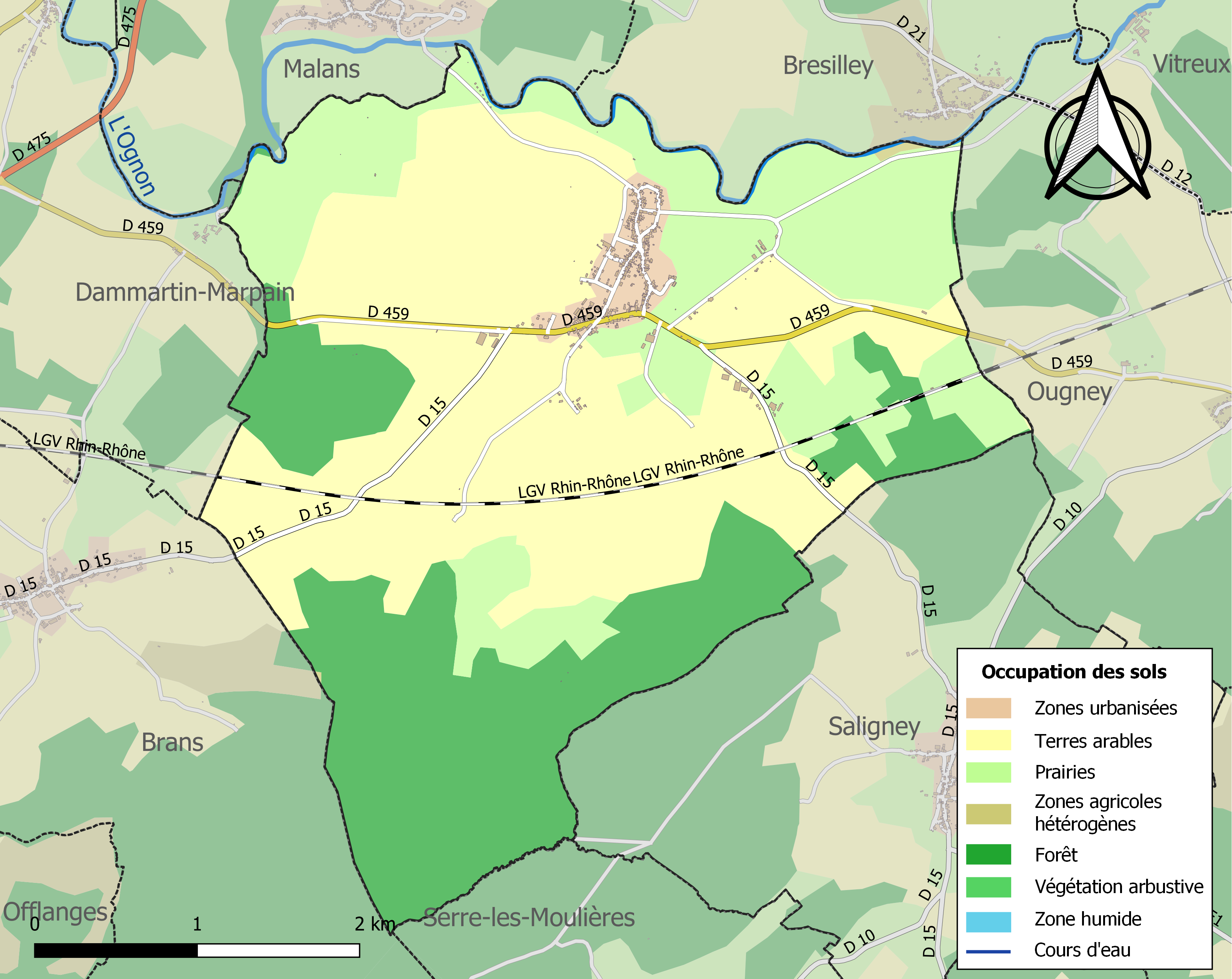
Carte des infrastructures et de l'occupation des sols de la commune en 2018 (CLC).

## Politique et administration
| Période   | Période   | Identité                      | Étiquette | Qualité   |
| --------- | --------- | ----------------------------- | --------- | --------- |
| vers 1887 |           | Pélot                         |           |           |
| mars 1951 | mars 1952 | Etienne Geley                 |           |           |
| mars 1952 | mars 1953 | Auguste Pelot                 |           |           |
| mars 1953 | mars 1959 | Léon-Antoine Thiou            |           |           |
| mars 1959 | mars 1979 | Auguste Pelot                 |           |           |
| mars 1979 | mars 1989 | Michel Paccaud                |           |           |
| mars 1989 | mars 1995 | Pierre Chavanon               |           |           |
| mars 1995 | mars 2001 | Jean Ernenwein                |           |           |
| mars 2001 | mars 2008 | Marie-Claude Cornu            |           |           |
| mars 2008 | 2014      | Roland Guilley,               |           |           |
| 2014      | juin 2020 | Marie-Hélène Vermot-Desroches | DVG       | Retraitée |
| juin 2020 | En cours  | Stéphane Ecarnot              |           |           |

## Démographie
L'évolution du nombre d'habitants est connue à travers les recensements de la population effectués dans la commune depuis 1793. Pour les communes de moins de 10 000 habitants, une enquête de recensement portant sur toute la population est réalisée tous les cinq ans, les populations de référence des années intermédiaires étant quant à elles estimées par interpolation ou extrapolation. Pour la commune, le premier recensement exhaustif entrant dans le cadre du nouveau dispositif a été réalisé en 2004.

En 2022, la commune comptait 389 habitants, en évolution de +1,04 % par rapport à 2016 (Jura : −0,81 %, France hors Mayotte : +2,11 %).
| 1793 | 1800 | 1806 | 1821 | 1831 | 1836 | 1841 | 1846 | 1851 |
| ---- | ---- | ---- | ---- | ---- | ---- | ---- | ---- | ---- |
| 800  | 855  | 870  | 829  | 949  | 962  | 969  | 931  | 916  |

| 1856 | 1861 | 1866 | 1872 | 1876 | 1881 | 1886 | 1891 | 1896 |
| ---- | ---- | ---- | ---- | ---- | ---- | ---- | ---- | ---- |
| 857  | 810  | 829  | 807  | 806  | 701  | 722  | 700  | 657  |

| 1901 | 1906 | 1911 | 1921 | 1926 | 1931 | 1936 | 1946 | 1954 |
| ---- | ---- | ---- | ---- | ---- | ---- | ---- | ---- | ---- |
| 627  | 587  | 621  | 523  | 524  | 458  | 470  | 417  | 437  |

| 1962 | 1968 | 1975 | 1982 | 1990 | 1999 | 2004 | 2006 | 2009 |
| ---- | ---- | ---- | ---- | ---- | ---- | ---- | ---- | ---- |
| 416  | 364  | 298  | 323  | 307  | 361  | 372  | 372  | 379  |

| 2014 | 2019 | 2022 | - | - | - | - | - | - |
| ---- | ---- | ---- | - | - | - | - | - | - |
| 381  | 384  | 389  | - | - | - | - | - | - |

## Lieux et monuments
- Fontaine des cygnes, qui fait l'objet d'une inscription au titre des Monuments historiques depuis le 31 juillet 1990[19]
- Château de Balançon
- Église Saint-Martin
- Un moulin hydraulique du XIIe siècle a été découvert en 2008 à Thervay : il a servi de modèle pour construire celui de Guédelon[20]

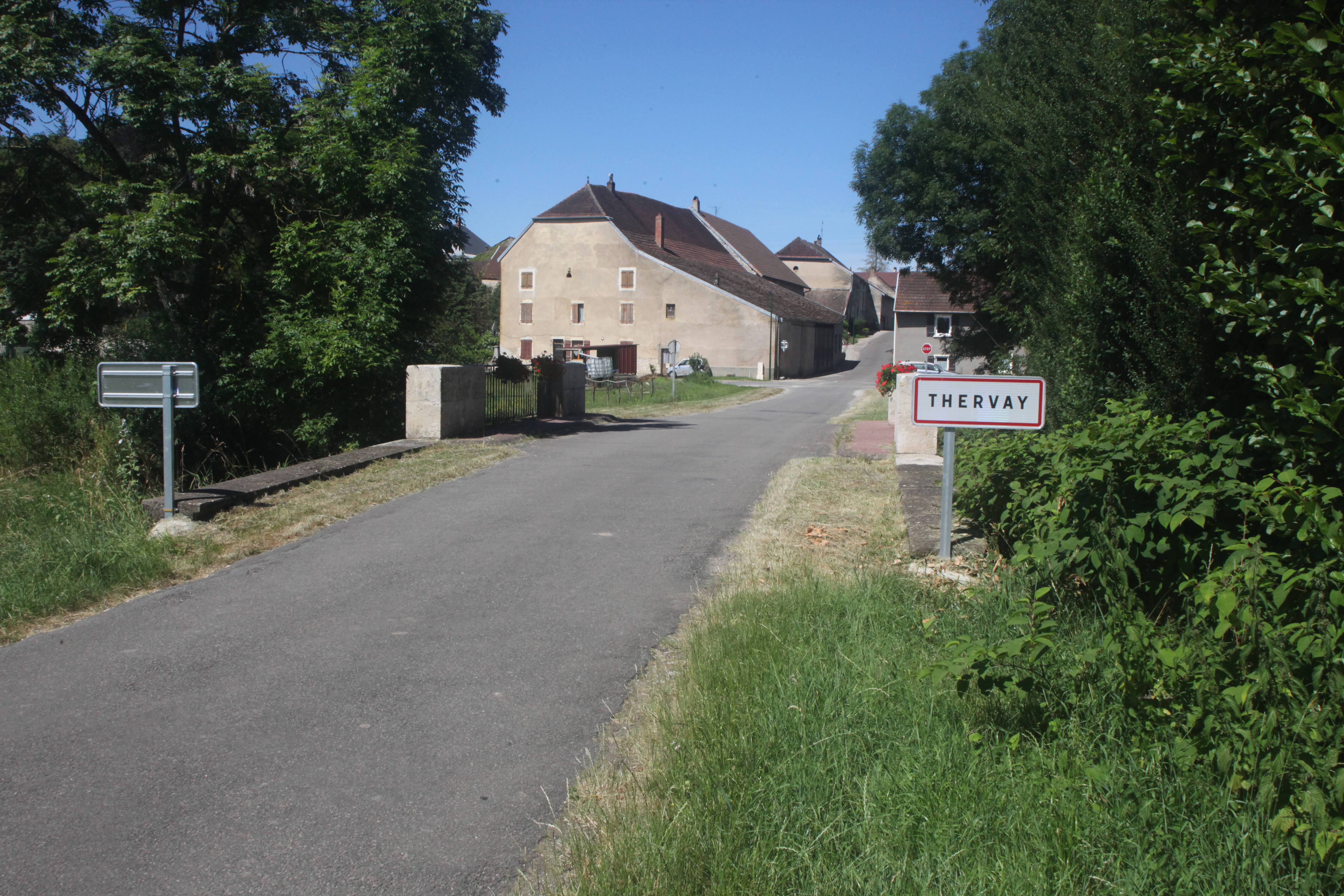
Entrée du village.
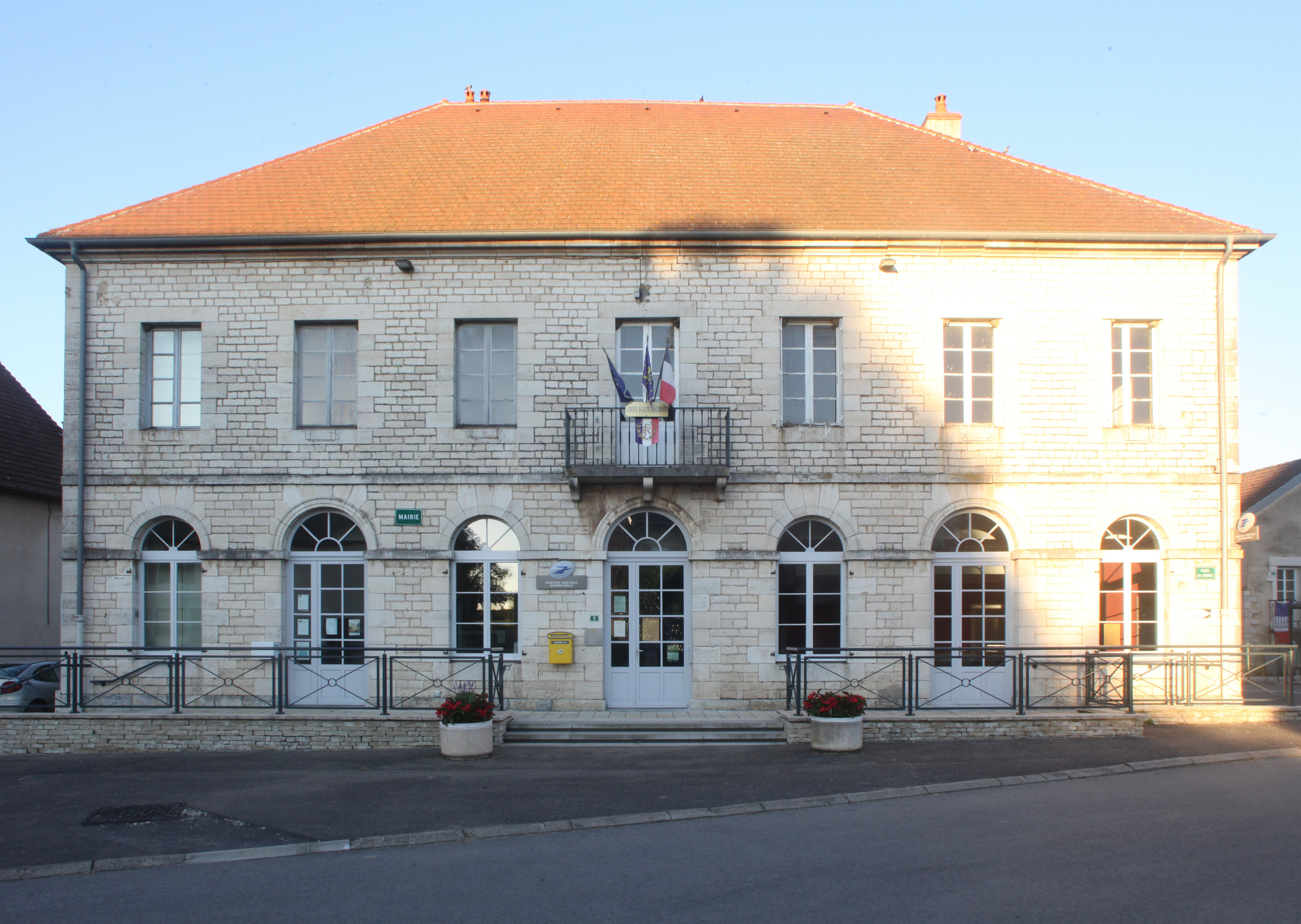
Mairie.
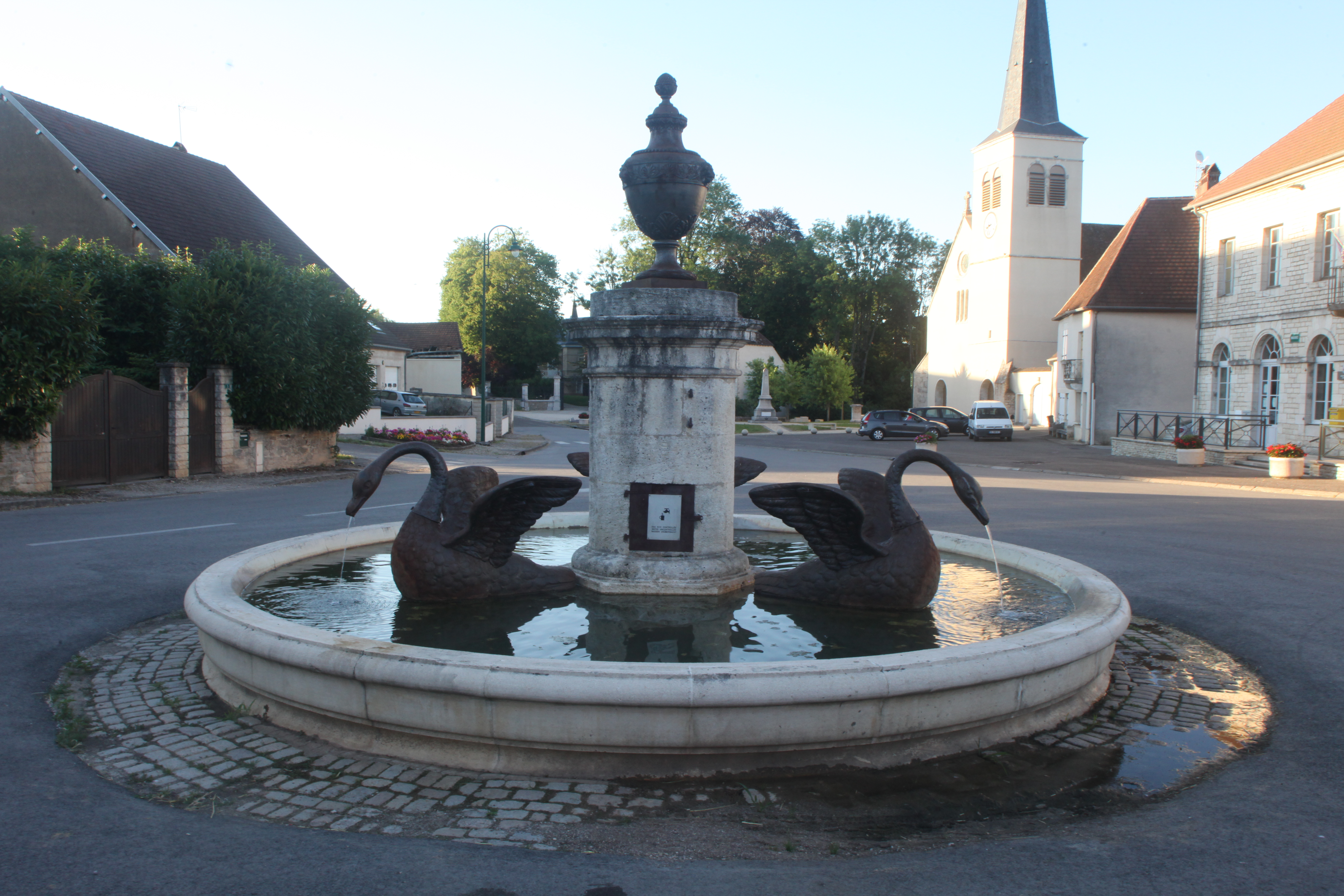
Fontaine des cygnes.
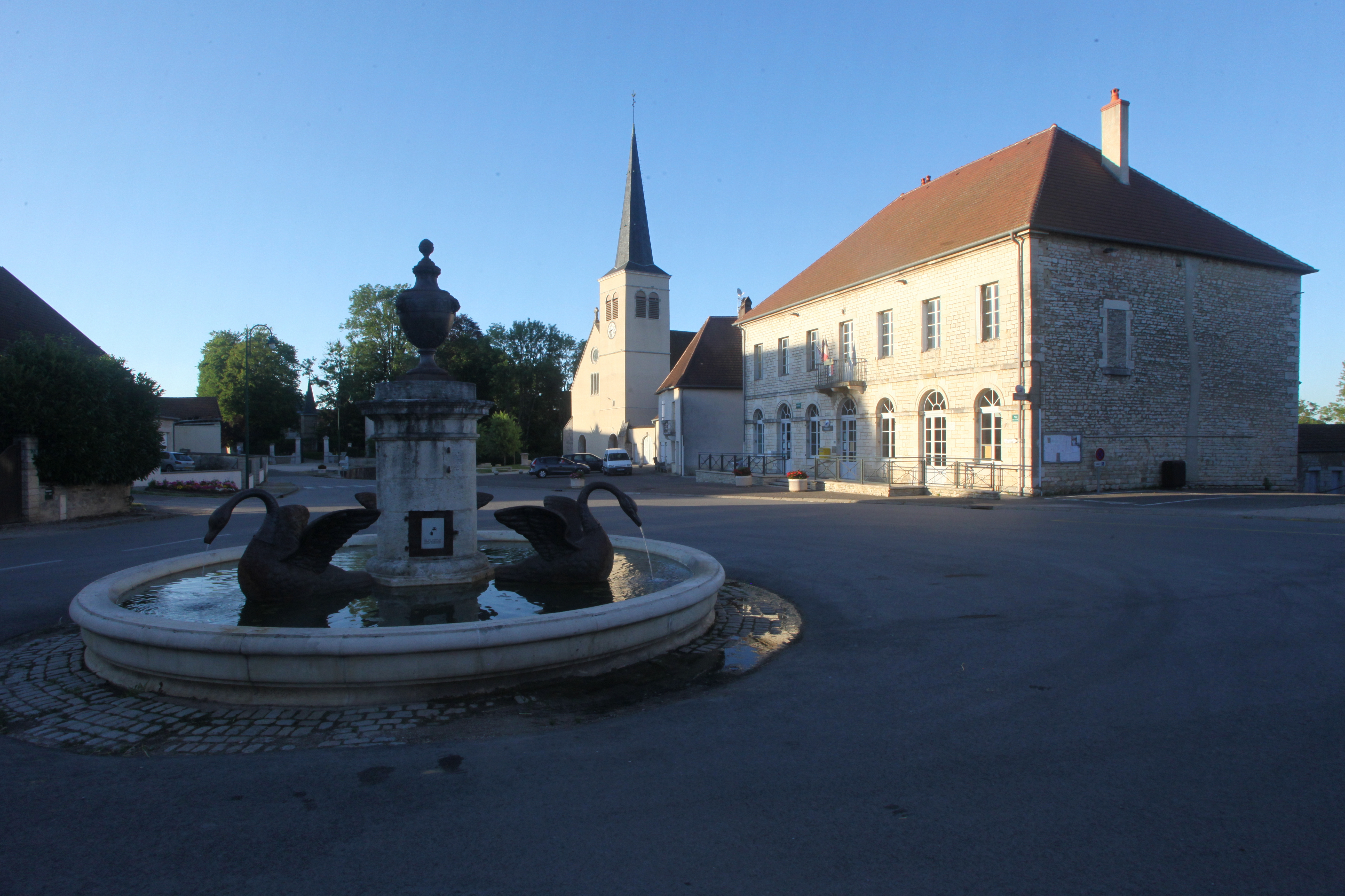
Place du village.
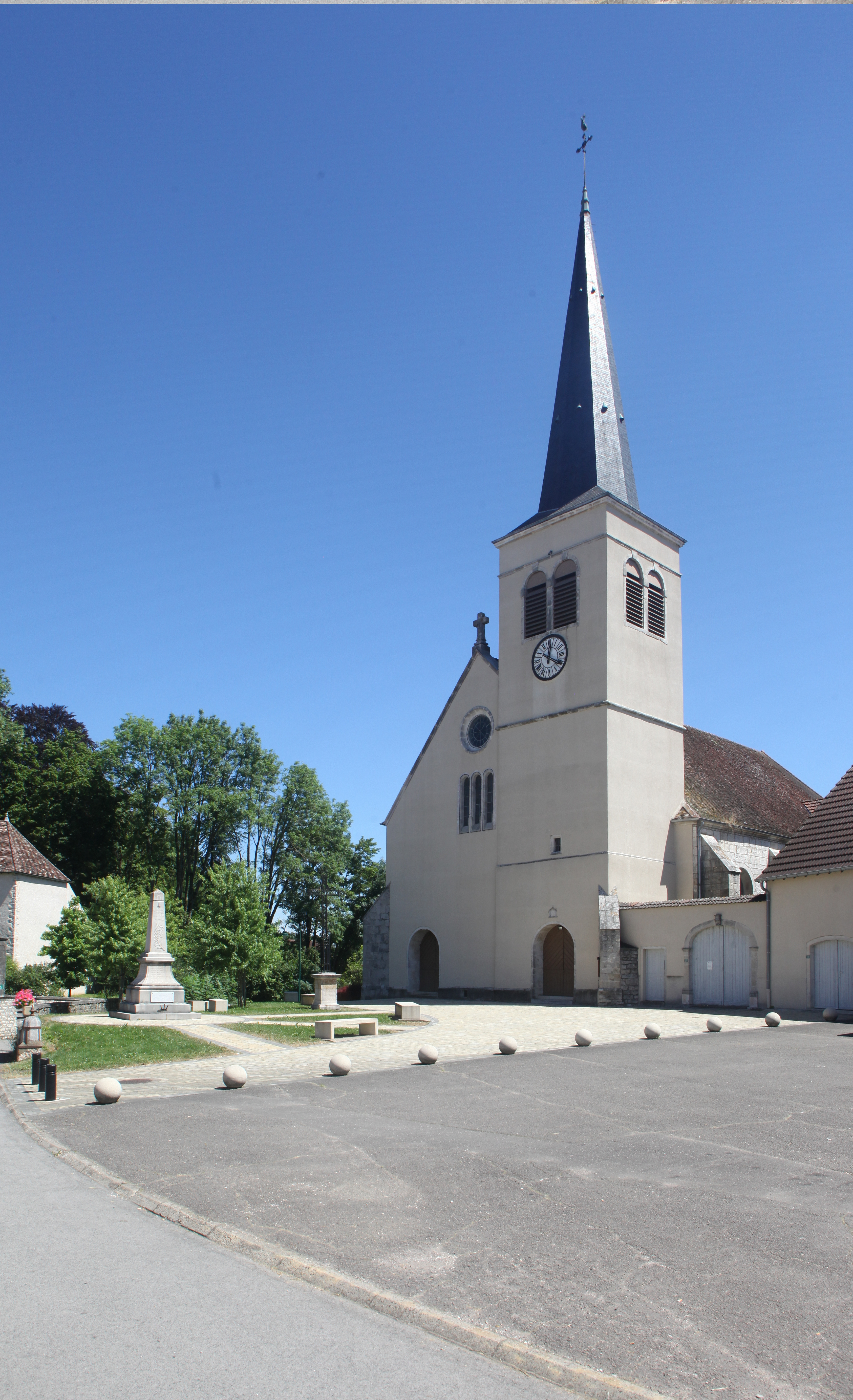
Église Saint-Martin.
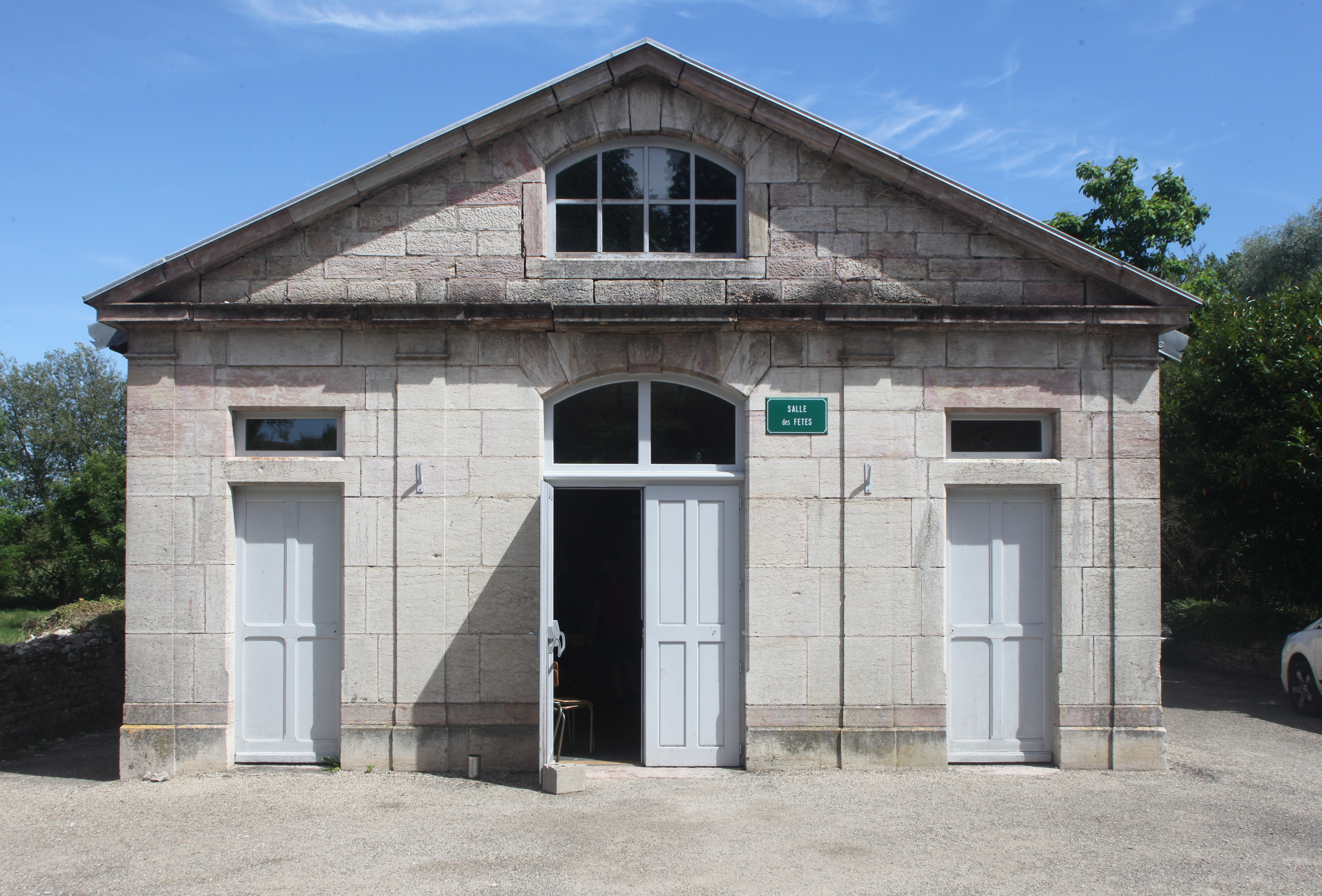
Salle des fêtes

## Personnalités liées à la commune
- Ferdinand de Rye (né à Thervay le 1er Octobre 1550)

### Sources et bibliographie
- Éric Thiou, Thervay sous l'Ancien régime : la seigneurie, la paroisse, la communauté villageoise, Besançon, Impr. Burs, 2010 - 188 p.